# Navacerrada (Madrid)
Navacerrada es un municipio y localidad española de la Comunidad de Madrid, situado a 1200 m de altitud, en la ladera sur de la sierra de Guadarrama. Se ubica junto el embalse del mismo nombre, a la entrada del valle de la Barranca.

## Toponimia
El nombre de la localidad podría proceder de la voz «Nava», término ya documentado en el siglo VIII y con el que se denominaba a un terreno llano con pasto, encharcable y situado generalmente entre montañas. Por su parte, «Cerrada» haría referencia al cercado que pudo existir para impedir que el ganado suelto se escapara.

## Geografía

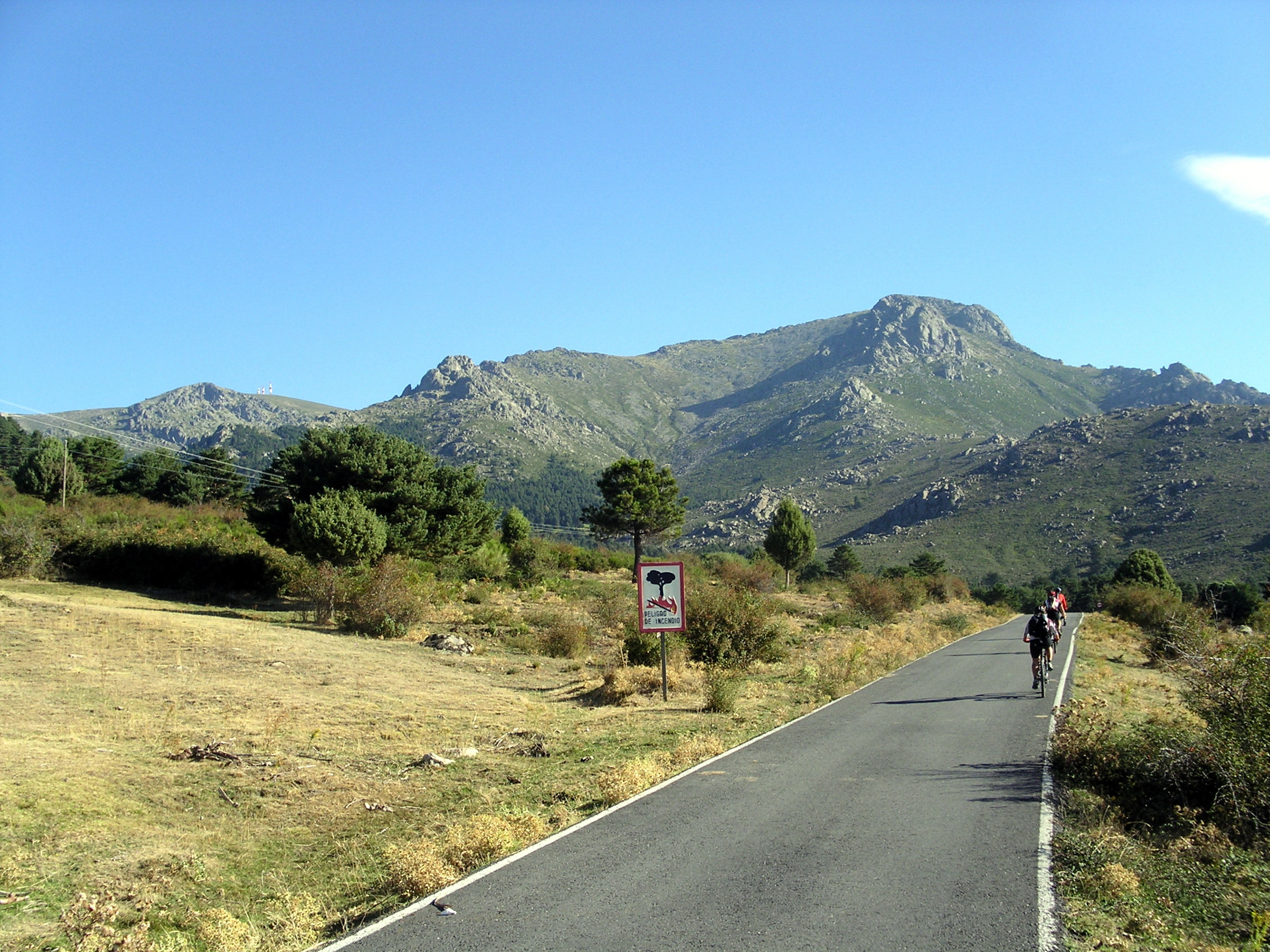
Carretera a La Barranca. Al fondo, a la izquierda, la Bola del Mundo, y a la derecha, La Maliciosa.

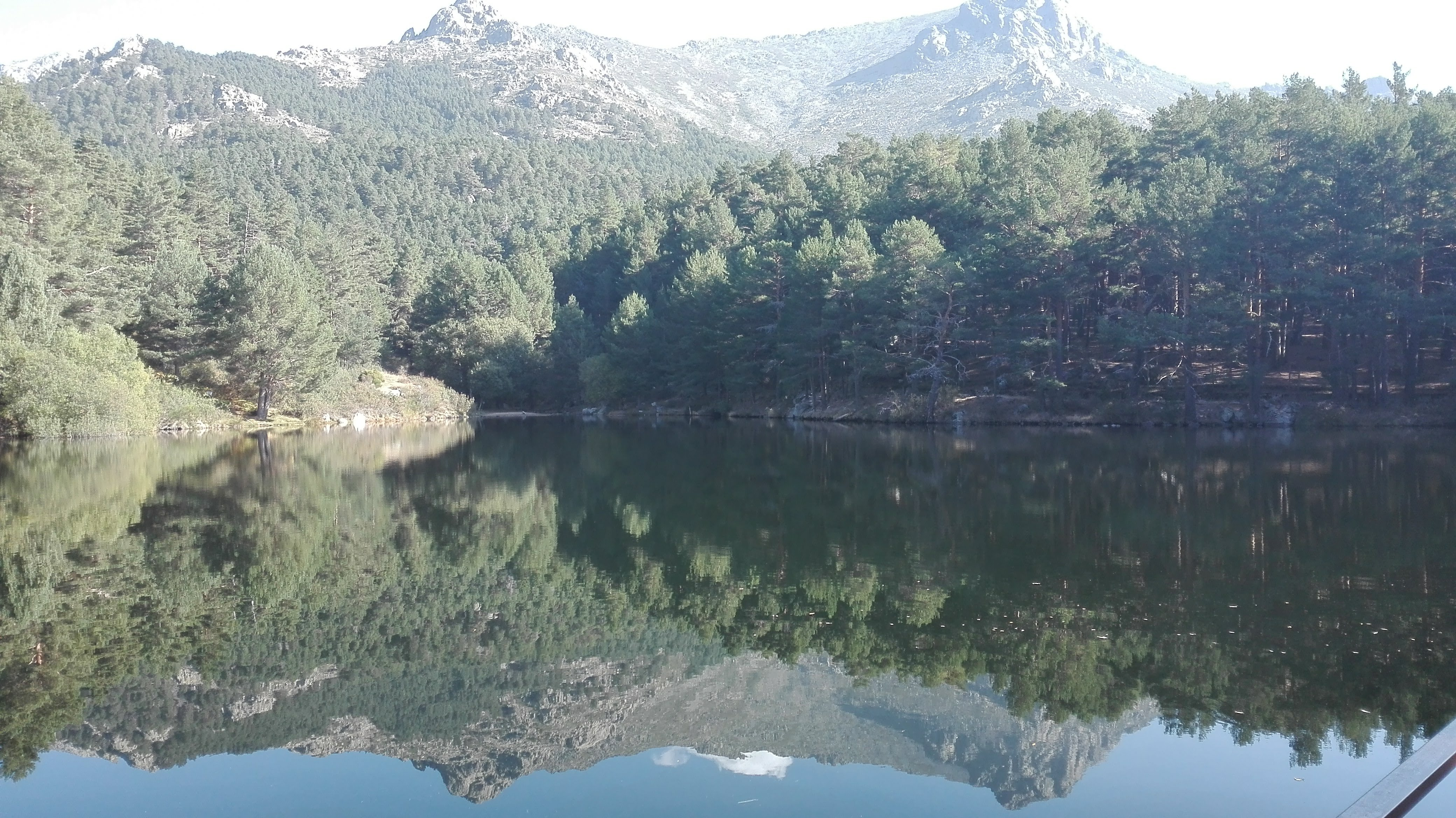
Embalse del Ejército del Aire.

La localidad está situada a 52 km de Madrid y su término municipal tiene una superficie de 27,29 km². Forma parte del Camino de Santiago de Madrid.

### Clima
De acuerdo con los datos de la tabla que se expone a continuación y los criterios de la clasificación climática de Köppen modificada, el clima que se da en el puerto de Navacerrada —que no en la población, situada 600 metros de altitud por debajo— es un clima continental de verano seco de tipo Dsb.
| Parámetros climáticos promedio de Puerto de Navacerrada                      | Parámetros climáticos promedio de Puerto de Navacerrada | Parámetros climáticos promedio de Puerto de Navacerrada | Parámetros climáticos promedio de Puerto de Navacerrada | Parámetros climáticos promedio de Puerto de Navacerrada | Parámetros climáticos promedio de Puerto de Navacerrada | Parámetros climáticos promedio de Puerto de Navacerrada | Parámetros climáticos promedio de Puerto de Navacerrada | Parámetros climáticos promedio de Puerto de Navacerrada | Parámetros climáticos promedio de Puerto de Navacerrada | Parámetros climáticos promedio de Puerto de Navacerrada | Parámetros climáticos promedio de Puerto de Navacerrada | Parámetros climáticos promedio de Puerto de Navacerrada | Parámetros climáticos promedio de Puerto de Navacerrada |
| Mes                                                                          | Ene.                                                    | Feb.                                                    | Mar.                                                    | Abr.                                                    | May.                                                    | Jun.                                                    | Jul.                                                    | Ago.                                                    | Sep.                                                    | Oct.                                                    | Nov.                                                    | Dic.                                                    | Anual                                                   |
| ---------------------------------------------------------------------------- | ------------------------------------------------------- | ------------------------------------------------------- | ------------------------------------------------------- | ------------------------------------------------------- | ------------------------------------------------------- | ------------------------------------------------------- | ------------------------------------------------------- | ------------------------------------------------------- | ------------------------------------------------------- | ------------------------------------------------------- | ------------------------------------------------------- | ------------------------------------------------------- | ------------------------------------------------------- |
| Temp. máx. abs. (°C)                                                         | 16.2                                                    | 16.8                                                    | 18.6                                                    | 22.6                                                    | 25.4                                                    | 32.0                                                    | 30.8                                                    | 31.8                                                    | 30.8                                                    | 23.4                                                    | 20.0                                                    | 17.0                                                    | 32.0                                                    |
| Temp. máx. media (°C)                                                        | 2.0                                                     | 2.5                                                     | 4.7                                                     | 5.7                                                     | 10.2                                                    | 16.3                                                    | 21.2                                                    | 21.2                                                    | 16.6                                                    | 9.8                                                     | 5.4                                                     | 3.2                                                     | 9.9                                                     |
| Temp. media (°C)                                                             | -0.6                                                    | -0.2                                                    | 1.5                                                     | 2.5                                                     | 6.5                                                     | 11.9                                                    | 16.2                                                    | 16.3                                                    | 12.4                                                    | 6.7                                                     | 2.8                                                     | 0.7                                                     | 6.4                                                     |
| Temp. mín. media (°C)                                                        | -3.1                                                    | -2.9                                                    | -1.7                                                    | -0.8                                                    | 2.8                                                     | 7.5                                                     | 11.3                                                    | 11.3                                                    | 8.2                                                     | 3.6                                                     | 0.2                                                     | -1.7                                                    | 2.9                                                     |
| Temp. mín. abs. (°C)                                                         | -18.2                                                   | -18.6                                                   | -14.7                                                   | -11.0                                                   | -8.0                                                    | -3.4                                                    | 0.0                                                     | 0.2                                                     | -3.0                                                    | -7.6                                                    | -11.8                                                   | -20.3                                                   | -20.3                                                   |
| Precipitación total (mm)                                                     | 141                                                     | 116                                                     | 92                                                      | 138                                                     | 142                                                     | 71                                                      | 33                                                      | 24                                                      | 63                                                      | 143                                                     | 186                                                     | 176                                                     | 1326                                                    |
| Días de precipitaciones (≥ 1 mm)                                             | 12                                                      | 11                                                      | 10                                                      | 13                                                      | 13                                                      | 8                                                       | 4                                                       | 3                                                       | 7                                                       | 11                                                      | 12                                                      | 13                                                      | 118                                                     |
| Días de nevadas (≥ 1 cm)                                                     | 13                                                      | 12                                                      | 11                                                      | 13                                                      | 5                                                       | 1                                                       | 0                                                       | 0                                                       | 1                                                       | 3                                                       | 8                                                       | 11                                                      | 78                                                      |
| Horas de sol                                                                 | 108                                                     | 107                                                     | 159                                                     | 160                                                     | 209                                                     | 275                                                     | 339                                                     | 323                                                     | 212                                                     | 146                                                     | 108                                                     | 93                                                      | 2238                                                    |
| Humedad relativa (%)                                                         | 82                                                      | 83                                                      | 78                                                      | 81                                                      | 76                                                      | 66                                                      | 54                                                      | 54                                                      | 65                                                      | 81                                                      | 83                                                      | 83                                                      | 74                                                      |
| Fuente n.º 1: Agencia Estatal de Meteorología (1971-2000)                    |                                                         |                                                         |                                                         |                                                         |                                                         |                                                         |                                                         |                                                         |                                                         |                                                         |                                                         |                                                         |                                                         |
| Fuente n.º 2: Agencia Estatal de Meteorología (valores extremos) (1946-2012) |                                                         |                                                         |                                                         |                                                         |                                                         |                                                         |                                                         |                                                         |                                                         |                                                         |                                                         |                                                         |                                                         |

## Demografía
Cuenta con una población de 3290 habitantes (INE 2024).
| Gráfica de evolución demográfica de Navacerrada entre 1842 y 2021                                                     |
| |
| Población de derecho según los censos de población del INE. Población de hecho según los censos de población del INE. |

## Transporte
El medio de llegar a ella por transporte público es mediante autobús.
Tres líneas dan servicio al municipio, una de ellas tiene cabecera en el Intercambiador de Moncloa. Las tres líneas son:
| Línea | Recorrido                                              | Operador                  |
| ----- | ------------------------------------------------------ | ------------------------- |
| 690   | Guadarrama – Collado Mediano - Navacerrada             | Avanza Movilidad Integral |
| 691   | Madrid (Moncloa) – Becerril de la Sierra - Navacerrada | Avanza Movilidad Integral |
| 696   | Collado Villalba (Hospital) - Navacerrada              | Avanza Movilidad Integral |

En su término municipal se sitúa también la Estación de Collado Albo, perteneciente a la línea C-9 de Cercanías Madrid, construida en 1923 y en servicio comercial hasta 1994.

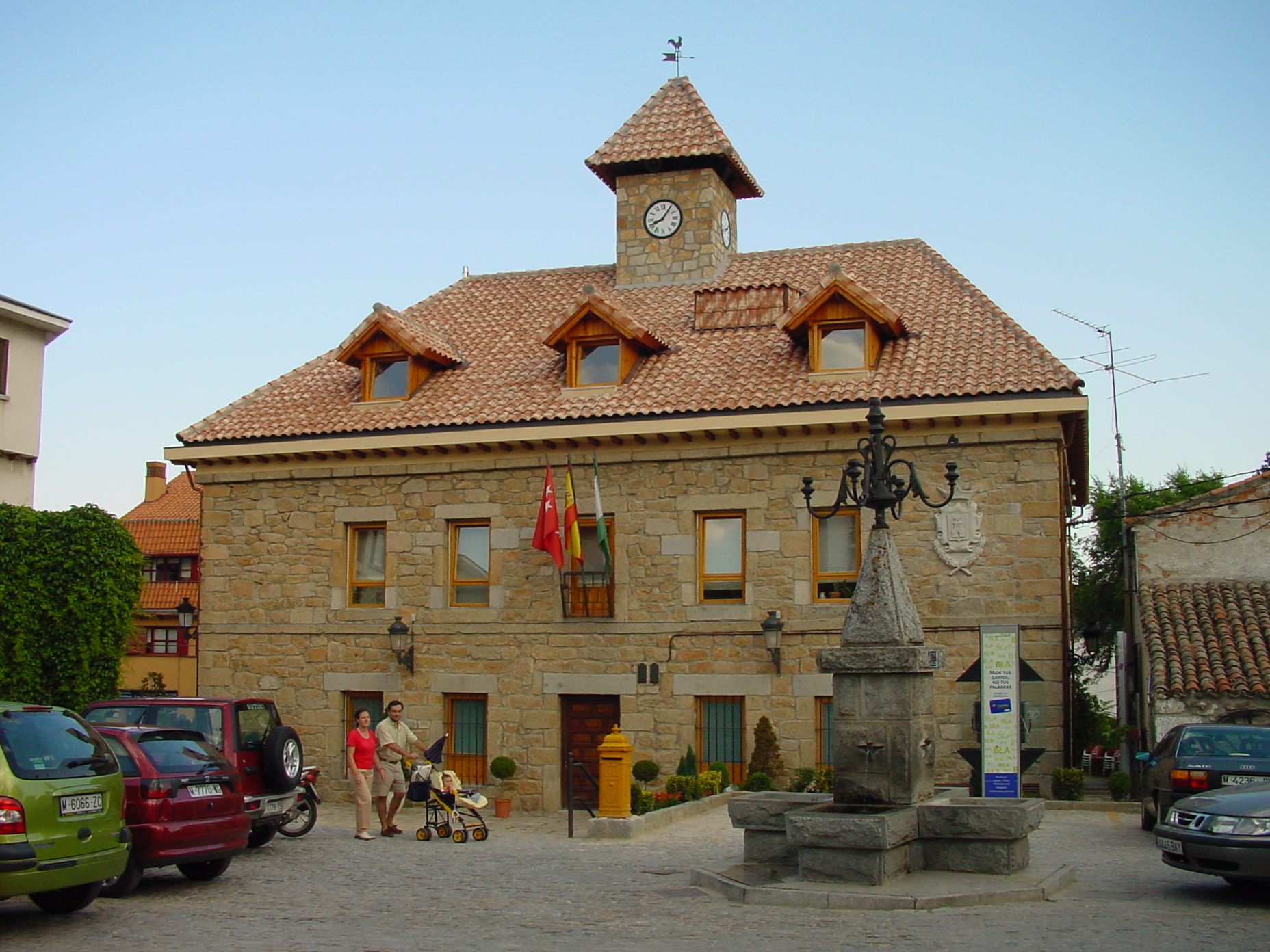
Casa consistorial

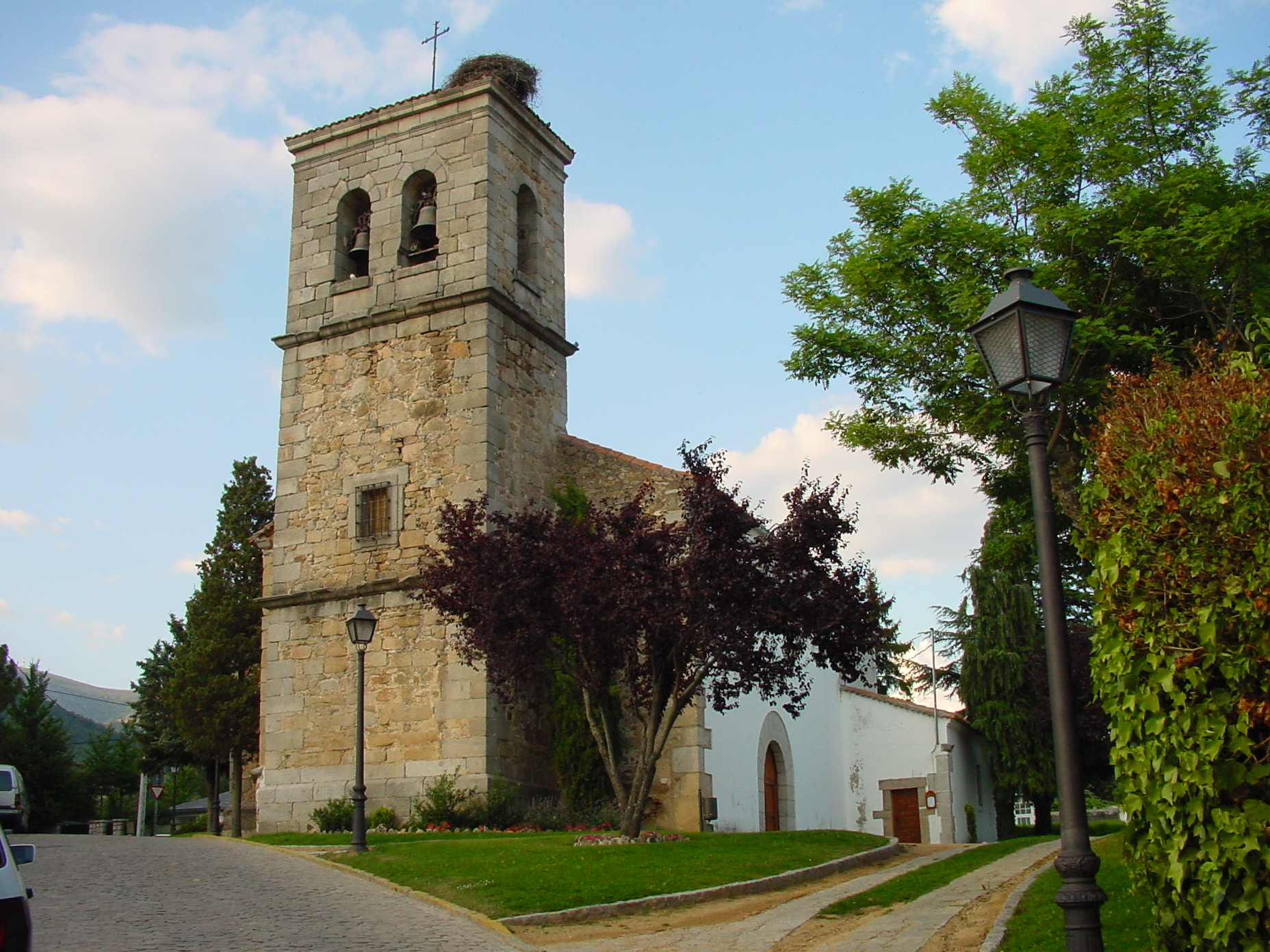
Iglesia de la Natividad de Nuestra Señora

## Servicios
En Navacerrada hay una guardería (pública) y un colegio público de educación infantil y primaria.

## Fiestas y eventos
Todos los domingos se celebra el rastro de antigüedades en la avenida de los Españoles. El primer domingo de cada mes se celebra también una exposición de automóviles antiguos y un mercadillo medieval.